# Université Cornerstone
L'université Cornerstone (en anglais : Cornerstone University) est une université américaine située à Gran Rapids dans le Michigan.